# Albert Nobbs
Pour plus de détails, voir Fiche technique et Distribution.
Albert Nobbs est un film irlando-britannique réalisé par Rodrigo García, sorti en 2011. Il est coécrit, coproduit et interprété par Glenn Close.

## Synopsis
Dans l'Irlande de la fin du XIXe siècle, une femme se déguise en homme pour survivre au climat social qui est difficile. Sous l'identité d'Albert Nobbs, elle travaille comme majordome dans un hôtel de Dublin fréquenté par la haute société.

## Fiche technique
- Titre original : Albert Nobbs
- Réalisation : Rodrigo García
- Scénario : Glenn Close et John Banville d'après la nouvelle The Singular Life of Albert Nobbs de George Moore
- Musique : Brian Byrne
- Direction artistique : Patrizia von Brandenstein
- Décors : Susie Cullen
- Costumes : Pierre-Yves Gayraud
- Photographie : Michael McDonough
- Montage : Steven Weisberg
- Production : Glenn Close, Bonnie Curtis, Julie Lynn et Alan Moloney
- Sociétés de production : Mockingbird Pictures ; Chrysalis Films, Parallel Film Productions et WestEnd Films (coproductions)
- Société de distribution : Roadside Attractions (États-Unis)
- Budget : 6 000 000 euros[1]
- Pays d'origine :  Irlande,  Royaume-Uni,  France
- Langue originale : anglais
- Format : couleur - 2,35:1 - 35 mm - son Dolby numérique
- Genre : drame
- Durée :  113 minutes
- Dates de sortie : 
  - États-Unis : 2 septembre 2011 (Festival du film de Telluride)
  - Belgique : 1er février 2012
  - France, Suisse romande : 22 février 2012

## Distribution
- Glenn Close : Albert Nobbs
- Mia Wasikowska : Helen Dawes
- Aaron Taylor-Johnson : Joe Mackins
- Janet McTeer : Hubert Page
- Pauline Collins : Mrs. Baker
- Brenda Fricker : Polly
- Jonathan Rhys-Meyers : le vicomte Yarrell
- Brendan Gleeson : Dr Holloran
- Maria Doyle Kennedy : Mary
- Mark Williams : Sean

## Production
Glenn Close a déjà joué ce personnage dans une pièce en 1982 et a passé quinze ans à essayer de le transformer en un film. Le film a failli se faire dans les années 2000 avec le réalisateur István Szabó mais le financement s'est effondré. En plus de son rôle principal, Glenn Close est aussi productrice et coautrice du film avec John Banville.
La production devait commencer en juillet 2010, mais a été retardée jusqu'en décembre, quand Mia Wasikowska et Aaron Johnson ont remplacé respectivement la vedette de la série Big Love, Amanda Seyfried et celle de la saga Pirates des Caraïbes, Orlando Bloom.
Le tournage a débuté le 13 décembre 2010 à Dublin et Wicklow.

## Distinctions

### Récompenses
- Festival international du film de Tokyo 2011 : Prix de la meilleure actrice pour Glenn Close
- World Soundtrack Awards 2012 :
  - Meilleure chanson de film Lay your head down, écrite par Brian Byrne et Glenn Close, interprétée par Sinéad O'Connor
  - Découverte de l'année pour Brian Byrne

### Nominations et sélections
- Academy Awards 2012 (Oscar du cinéma) :
  - Oscar de la meilleure actrice pour Glenn Close
  - Oscar de la meilleure actrice dans un second rôle pour Janet McTeer
  - Oscar des meilleurs maquillages pour Matthew Mungle, Lynn Johnston et Martial Corneville

- Golden Globes 2012 :
  - Meilleure actrice dans un film dramatique pour Glenn Close
  - Meilleure actrice dans un second rôle pour Janet McTeer
  - Meilleure musique de film pour Sinéad O'Connor

- Independent Spirit Awards 2012 : Meilleure actrice dans un second rôle pour Janet McTeer

- Festival international du film de Tokyo 2011 : sélection officielle, en compétition

- Festival de San Sebastián 2012 : sélection hors compétition

- Screen Actors Guild Award 2012 :
  - Meilleure actrice dans un second rôle pour Janet McTeer
  - Meilleure actrice dans un premier rôle pour Glenn Close

## Accueil

### Festivals et sorties
Albert Nobbs a aussi été présenté au Festival de cinéma européen des Arcs 2011, au Festival international du film de Catalogne de Sitges 2011 et au Festival international du film de Toronto 2011. 
Il a été nommé dans dix-huit autres catégories différentes à travers le monde et a été récompensé par douze autres récompenses.

### Accueil critique
Albert Nobbs reçoit en majorité des critiques mitigées. L'agrégateur Rotten Tomatoes rapporte que 48 % des 44 critiques ont donné un avis positif sur le film, avec une moyenne passable de 5,8/10. L'agrégateur Metacritic donne une note de 53 sur 100 indiquant des « critiques positives ».

### Box-office
Le film rapporta plus de 3 millions de dollars aux États-Unis et 5 634 828 dollars à travers le monde, les deux tiers du budget initial du film.